# Чемпіонат світу з футболу 1978

Офіційний плакат

Чемпіонат світу з футболу 1978 року — одинадцятий чемпіонат світу серед чоловічих збірних команд з футболу, що проходив з 1 по 25 червня 1978 року в Аргентині.
Переможцем турніру уперше у своїй історії стала збірна Аргентини, яка у фінальній грі на Естадіо Монументаль в Буенос-Айресі з рахунком 3:1 у додатковий час здолала команду Нідерландів, для якої це був другий програний фінал світової першості поспіль. Уп'яте переможцем чемпіонату світу стала збірна країни-господаря фінального турніру.
У рамках фінальних частин світових першостей дебютували збірні Ірану і Тунісу. Востаннє участь у фінальному турнірі мундіалю брали 16 команд, оскільки з наступного розіграшу їх кількість збільшили до 24.

## Вибір країни-господарки
Рішення про проведення світової футбольної першості 1978 року в Аргентині ухвалено на конгресі ФІФА в Лондоні 6 липня 1966 року. На тому ж конгресі визначено й господарів світових першостей 1974 і 1982 років.
За два роки до турніру внаслідок військового перевороту до влади в Аргентині прийшла військова хунта, яка не лише не відмовилася від проведення світової футбольної першості, але й розглядала її як важливу з погляду пропаганди подію, успішне проведення якої довело б світу, що в Аргентині все стабільно попри політичні зміни. Нова влада країни намагалася ініціювати зміну логотипу чемпіонату, в якому легко впізнавалися дві підняті вгору руки, повернуті долонями одна до одної. Цей жест був своєрідною візитівкою Хуана Домінго Перона, попереднього керівника Аргентини, який таким чином вітав натовп, перед яким виступав. Утім від ідеї зміни логотипу аргентинцям довелося відмовитися, оскільки він уже активно використовувався в комерційних цілях, і була реальна загроза отримати багатомільйонні судові позови.

## Кваліфікаційний раунд і учасники
У кваліфікаційному раунді 105 збірних змагалися за 14 місць у фінальній частині футбольної світової першості. Ще дві команди, господарі турніру збірна Аргентини і чинний чемпіон світу збірна ФРН, кваліфікувалися автоматично, без участі у відбірковому раунді.
16 місць, передбачених у фінальній частині світової першості 1978 року, розподілили між континентальними конфедераціями таким чином:
- Європа (УЄФА): 9,5 місця, включно з гарантованим місцем збірної ФРН. За решту 8,5 місця змагалася 31 команда. Команда, що виборювала 0,5 місця, мала шанс вибороти путівку на чемпіонат світу у плей-оф проти представника КОНМЕБОЛ.
- Південна Америка (КОНМЕБОЛ): 3,5 місця, включаючи гарантоване місце збірної Аргентини. За решту 2,5 місця змагалися 9 команд. Команда, що виборювала 0,5 місця, мала шанс вибороти путівку на чемпіонат світу у плей-оф проти представника УЄФА.
- Північна, Центральна Америка та Кариби (КОНКАКАФ): 1 місце, за яке змагалися 17 команд.
- Африка (КАФ): 1 місце, за яке боролися 26 команд.
- Азія й Океанія (АФК/ОФК): 1 місце, за яке змагалися 22 команди.

На футбольний чемпіонат світу удруге поспіль не зуміли кваліфікуватися команди Англії, Бельгії, СРСР, а також діючі чемпіони світу чехословаки. Уперше з 1958 року до фінальної частини мундіалю не потрапили збірні Болгарії та Уругваю. З іншого боку учасниками турніру уперше в історії стали команди Ірану і Тунісу, австрійці повернулися на світову першість уперше з 1958 року, а збірні Франції, Іспанії та Угорщини — уперше з 1966 року.

### Учасники
Наступні команди кваліфікувалися для участі у фінальному турнірі:

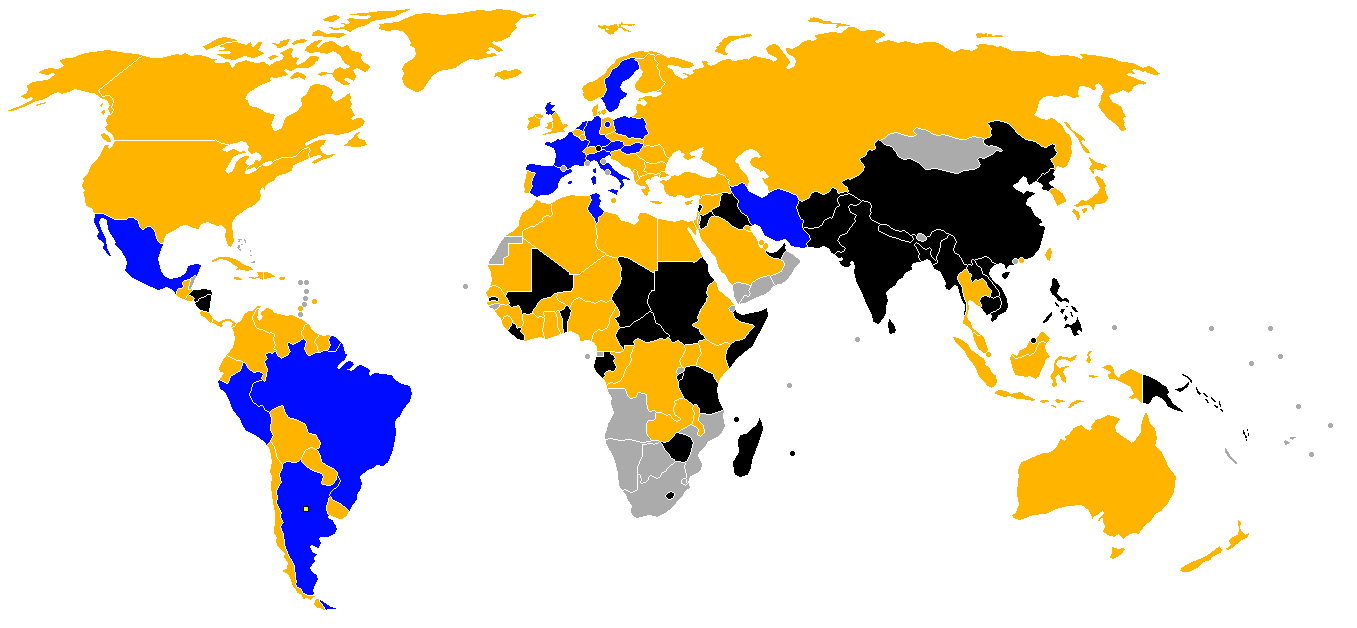
Країни, збірні яких кваліфікувалися на чемпіонат світу
Країни, чиї збірні не кваліфікувалися
Країни, чиї збірні не брали участі у відборі
Країни, що не входили до ФІФА

| АФК (1) - Іран КАФ (1) - Туніс ОФК (0) не кваліфікувалися | КОНКАКАФ (1) - Мексика КОНМЕБОЛ (3) - Аргентина (господар) - Бразилія - Перу | УЄФА (10) - Австрія - Франція - Угорщина - Італія - Нідерланди - Польща - Шотландія - Іспанія - Швеція - ФРН (чинний чемпіон) |  |

## Формат
Правила проведення турніру загалом повторювали формат, що використовувався для попередньої світової першості. Змагання розпочиналися у чотирьох групах по чотири команди у кожній. Згодом команди, що посіли перші два місця у своїй групі, ставали учасниками другого групового раунду. Переможці змагання у кожній із двох груп цього раунду ставали учасниками фінальної гри, а команди, що фінішували на других місцях, розігрували між собою бронзові нагороди.
Єдиним важливим нововведенням у частині формату турніру було впровадження серії пенальті для визначення переможця в іграх стадії плей-оф на випадок, якщо основний і додатковий час матчу завершувався внічию. Утім, в обох іграх плей-оф чемпіонату 1978 року переможців визначили без цього нововведення, і перша серія післяматчевих пенальті на чемпіонатах світу відбулася лише за чотири роки, на ЧС-1982.

## Міста і стадіони
Матчі чемпіонату світу прийняли шість стадіонів у п'яти містах Аргентини. Передбачалося використання восьми футбольних арен, проте від побудови стадіонів у Ла-Платі і в провінції Тукуман згодом організатори були змушені відмовитися.
Найбільшою ареною турніру був столичний Естадіо Монументаль, який прийняв дев'ять ігор, включаючи фінальний матч.
| Буенос-Айрес        | Буенос-Айрес                                        | Кордова                                             |
| ------------------- | --------------------------------------------------- | --------------------------------------------------- |
| Естадіо Монументаль | Хосе Амальфітані                                    | Шато Каррерас                                       |
| Місткість: 74,624   | Місткість: 49,318                                   | Місткість: 46,986                                   |
|                     |                                                     |                                                     |
| Мар-дель-Плата      | Буенос-Айрес Кордова Мар-дель-Плата Росаріо Мендоса | Буенос-Айрес Кордова Мар-дель-Плата Росаріо Мендоса |
| Хосе Марія Мінелья  | Буенос-Айрес Кордова Мар-дель-Плата Росаріо Мендоса | Буенос-Айрес Кордова Мар-дель-Плата Росаріо Мендоса |
| Місткість: 43,542   | Буенос-Айрес Кордова Мар-дель-Плата Росаріо Мендоса | Буенос-Айрес Кордова Мар-дель-Плата Росаріо Мендоса |
|                     | Буенос-Айрес Кордова Мар-дель-Плата Росаріо Мендоса | Буенос-Айрес Кордова Мар-дель-Плата Росаріо Мендоса |
| Росаріо             | Буенос-Айрес Кордова Мар-дель-Плата Росаріо Мендоса | Буенос-Айрес Кордова Мар-дель-Плата Росаріо Мендоса |
| Хіганте де Арроїто  | Буенос-Айрес Кордова Мар-дель-Плата Росаріо Мендоса | Буенос-Айрес Кордова Мар-дель-Плата Росаріо Мендоса |
| Місткість: 45,645   | Буенос-Айрес Кордова Мар-дель-Плата Росаріо Мендоса | Буенос-Айрес Кордова Мар-дель-Плата Росаріо Мендоса |
|                     | Буенос-Айрес Кордова Мар-дель-Плата Росаріо Мендоса | Буенос-Айрес Кордова Мар-дель-Плата Росаріо Мендоса |
| Мендоса             | Буенос-Айрес Кордова Мар-дель-Плата Росаріо Мендоса | Буенос-Айрес Кордова Мар-дель-Плата Росаріо Мендоса |
| Сьюдад де Мендоса   | Буенос-Айрес Кордова Мар-дель-Плата Росаріо Мендоса | Буенос-Айрес Кордова Мар-дель-Плата Росаріо Мендоса |
| Місткість: 34,954   | Буенос-Айрес Кордова Мар-дель-Плата Росаріо Мендоса | Буенос-Айрес Кордова Мар-дель-Плата Росаріо Мендоса |
|                     | Буенос-Айрес Кордова Мар-дель-Плата Росаріо Мендоса | Буенос-Айрес Кордова Мар-дель-Плата Росаріо Мендоса |

## Склади команд
Усі збірні скористалися правом заявити на турнір по 22 гравці, включаючи трьох воротарів (за винятком збірної Мексики, що обмежилася двома голкіперами).

## Перший груповий етап

### Група 1
| Поз | Команда   | І | В | Н | П | ГЗ | ГП | РГ | О | Кваліфікація                      |
| --- | --------- | - | - | - | - | -- | -- | -- | - | --------------------------------- |
| 1   | Італія    | 3 | 3 | 0 | 0 | 6  | 2  | +4 | 6 | Вихід до другого групового раунду |
| 2   | Аргентина | 3 | 2 | 0 | 1 | 4  | 3  | +1 | 4 | Вихід до другого групового раунду |
| 3   | Франція   | 3 | 1 | 0 | 2 | 5  | 5  | 0  | 2 |                                   |
| 4   | Угорщина  | 3 | 0 | 0 | 3 | 3  | 8  | −5 | 0 |                                   |

| 2 червня 1978 13:45 ART |

| Італія                    | 2–1      | Франція   |
| ------------------------- | -------- | --------- |
| Россі 29' Дзаккареллі 54' | Протокол | Лякомб 1' |

| Хосе Марія Мінелья, Мар-дель-Плата Глядачів: 38,100 Арбітр: Ніколае Райня (Румунія) |

| 2 червня 1978 19:15 ART |

| Аргентина            | 2–1      | Угорщина |
| -------------------- | -------- | -------- |
| Луке 14' Бертоні 83' | Протокол | Чапо 9'  |

| Монументаль, Буенос-Айрес Глядачів: 71,615 Арбітр: Антоніо Гаррідо (Португалія) |

| 6 червня 1978 13:45 ART |

| Італія                            | 3–1      | Угорщина          |
| --------------------------------- | -------- | ----------------- |
| Россі 34' Беттега 35' Бенетті 61' | Протокол | А. Тот 81' (пен.) |

| Хосе Марія Мінелья, Мар-дель-Плата Глядачів: 26,533 Арбітр: Рамон Баррето (Уругвай) |

| 6 червня 1978 19:15 ART |

| Аргентина                      | 2–1      | Франція     |
| ------------------------------ | -------- | ----------- |
| Пассарелла 45' (пен.) Луке 73' | Протокол | Платіні 60' |

| Монументаль, Буенос-Айрес Глядачів: 71,666 Арбітр: Жан Дюбаш (Швейцарія) |

| 10 червня 1978 14:30 ART |

| Франція                          | 3–1      | Угорщина    |
| -------------------------------- | -------- | ----------- |
| Лопес 23' Бердолль 38' Рошто 42' | Протокол | Зомборі 41' |

| Хосе Марія Мінелья, Мар-дель-Плата Глядачів: 23,127 Арбітр: Арналдо Сезар Коельйо (Бразилія) |

| 10 червня 1978 19:15 ART |

| Аргентина | 0–1      | Італія      |
| --------- | -------- | ----------- |
|           | Протокол | Беттега 67' |

| Монументаль, Буенос-Айрес Глядачів: 71,712 Арбітр: Абрахам Кляйн (Ізраїль) |

### Група 2
| Поз | Команда | І | В | Н | П | ГЗ | ГП | РГ  | О | Кваліфікація                      |
| --- | ------- | - | - | - | - | -- | -- | --- | - | --------------------------------- |
| 1   | Польща  | 3 | 2 | 1 | 0 | 4  | 1  | +3  | 5 | Вихід до другого групового раунду |
| 2   | ФРН     | 3 | 1 | 2 | 0 | 6  | 0  | +6  | 4 | Вихід до другого групового раунду |
| 3   | Туніс   | 3 | 1 | 1 | 1 | 3  | 2  | +1  | 3 |                                   |
| 4   | Мексика | 3 | 0 | 0 | 3 | 2  | 12 | −10 | 0 |                                   |

| 1 червня 1978 15:00 ART |

| ФРН | 0–0      | Польща |
| --- | -------- | ------ |
|     | Протокол |        |

| Монументаль, Буенос-Айрес Глядачів: 67,579 Арбітр: Анхель Норберто Коересса (Аргентина) |

| 2 червня 1978 16:45 ART |

| Туніс                         | 3–1      | Мексика                |
| ----------------------------- | -------- | ---------------------- |
| Каабі 55' Гоммід 79' Дуїб 87' | Протокол | Васкес Аяла 45' (пен.) |

| Хіганте де Арроїто, Росаріо Глядачів: 17,396 Арбітр: Джон Гордон (Шотландія) |

| 6 червня 1978 16:45 ART |

| ФРН                                                           | 6–0      | Мексика |
| ------------------------------------------------------------- | -------- | ------- |
| Д. Мюллер 15' Г. Мюллер 30' Румменігге 38', 73' Флое 44', 89' | Протокол |         |

| Маріо Альберто Кемпес, Кордова Глядачів: 35,258 Арбітр: Фарук Бузо (Сирія) |

| 6 червня 1978 16:45 ART |

| Польща   | 1–0      | Туніс |
| -------- | -------- | ----- |
| Лято 43' | Протокол |       |

| Хіганте де Арроїто, Росаріо Глядачів: 9,624 Арбітр: Анхель Франко Мартінес (Іспанія) |

| 10 червня 1978 16:45 ART |

| ФРН | 0–0      | Туніс |
| --- | -------- | ----- |
|     | Протокол |       |

| Маріо Альберто Кемпес, Кордова Глядачів: 30,667 Арбітр: Сесар Герреро Ороско (Перу) |

| 10 червня 1978 16:45 ART |

| Польща                   | 3–1      | Мексика     |
| ------------------------ | -------- | ----------- |
| Бонек 43', 84' Дейна 56' | Протокол | Ранхель 52' |

| Хіганте де Арроїто, Росаріо Глядачів: 22,651 Арбітр: Джафар Намдар (Іран) |

### Група 3
| Поз | Команда  | І | В | Н | П | ГЗ | ГП | РГ | О | Кваліфікація                      |
| --- | -------- | - | - | - | - | -- | -- | -- | - | --------------------------------- |
| 1   | Австрія  | 3 | 2 | 0 | 1 | 3  | 2  | +1 | 4 | Вихід до другого групового раунду |
| 2   | Бразилія | 3 | 1 | 2 | 0 | 2  | 1  | +1 | 4 | Вихід до другого групового раунду |
| 3   | Іспанія  | 3 | 1 | 1 | 1 | 2  | 2  | 0  | 3 |                                   |
| 4   | Швеція   | 3 | 0 | 1 | 2 | 1  | 3  | −2 | 1 |                                   |

| 3 червня 1978 13:45 ART |

| Австрія                | 2–1      | Іспанія  |
| ---------------------- | -------- | -------- |
| Шахнер 10' Кранкль 76' | Протокол | Дані 21' |

| Хосе Амальфітані, Буенос-Айрес Глядачів: 40,841 Арбітр: Карой Палотаї (Угорщина) |

| 3 червня 1978 13:45 ART |

| Бразилія     | 1–1      | Швеція     |
| ------------ | -------- | ---------- |
| Рейналдо 45' | Протокол | Шеберг 37' |

| Хосе Марія Мінелья, Мар-дель-Плата Глядачів: 32.569 Арбітр: Клайв Томас (Уельс) |

| 7 червня 1978 13:45 ART |

| Австрія            | 1–0      | Швеція |
| ------------------ | -------- | ------ |
| Кранкль 42' (пен.) | Протокол |        |

| Хосе Амальфітані, Буенос-Айрес Глядачів: 41,424 Арбітр: Чарльз Корвер (Нідерланди) |

| 7 червня 1978 13:45 ART |

| Бразилія | 0–0      | Іспанія |
| -------- | -------- | ------- |
|          | Протокол |         |

| Хосе Марія Мінелья, Мар-дель-Плата Глядачів: 34.771 Арбітр: Сержіо Гонелла (Італія) |

| 11 червня 1978 13:45 ART |

| Іспанія    | 1–0      | Швеція |
| ---------- | -------- | ------ |
| Асенсі 75' | Протокол |        |

| Хосе Амальфітані, Буенос-Айрес Глядачів: 42,132 Арбітр: Фердинанд Біверсі (ФРН) |

| 11 червня 1978 13:45 ART |

| Бразилія            | 1–0      | Австрія |
| ------------------- | -------- | ------- |
| Роберто Динаміт 40' | Протокол |         |

| Хосе Марія Мінелья, Мар-дель-Плата Глядачів: 35,221 Арбітр: Роберт Вурц (Франція) |

### Група 4
| Поз | Команда    | І | В | Н | П | ГЗ | ГП | РГ | О | Кваліфікація                      |
| --- | ---------- | - | - | - | - | -- | -- | -- | - | --------------------------------- |
| 1   | Перу       | 3 | 2 | 1 | 0 | 7  | 2  | +5 | 5 | Вихід до другого групового раунду |
| 2   | Нідерланди | 3 | 1 | 1 | 1 | 5  | 3  | +2 | 3 | Вихід до другого групового раунду |
| 3   | Шотландія  | 3 | 1 | 1 | 1 | 5  | 6  | −1 | 3 |                                   |
| 4   | Іран       | 3 | 0 | 1 | 2 | 2  | 8  | −6 | 1 |                                   |

| 3 червня 1978 16:45 ART |

| Перу                        | 3–1      | Шотландія   |
| --------------------------- | -------- | ----------- |
| Куето 43' Кубільяс 71', 77' | Протокол | Джордан 14' |

| Шато Каррерас, Кордова Глядачів: 37,927 Арбітр: Ульф Ерікссон (Швеція) |

| 3 червня 1978 16:45 ART |

| Нідерланди                              | 3–0      | Іран |
| --------------------------------------- | -------- | ---- |
| Ренсенбрінк 40' (пен.), 62', 78' (пен.) | Протокол |      |

| Естадіо Сьюдад де Мендоса, Мендоса Глядачів: 33,431 Арбітр: Альфонсо Гонсалес Арчундія (Мексика) |

| 7 червня 1978 16:45 ART |

| Шотландія           | 1–1      | Іран          |
| ------------------- | -------- | ------------- |
| Ескандарян 43' (аг) | Протокол | Данаїфард 60' |

| Шато Каррерас, Кордова Глядачів: 7,938 Арбітр: Юссу Н'Діає (Сенегал) |

| 7 червня 1978 16:45 ART |

| Нідерланди | 0–0      | Перу |
| ---------- | -------- | ---- |
|            | Протокол |      |

| Естадіо Сьюдад де Мендоса, Мендоса Глядачів: 28,125 Арбітр: Адольф Прокоп (НДР) |

| 11 червня 1978 16:45 ART |

| Перу                                             | 4–1      | Іран       |
| ------------------------------------------------ | -------- | ---------- |
| Веласкес 2' Кубільяс 36' (пен.), 39' (пен.), 79' | Протокол | Ровшан 41' |

| Шато Каррерас, Кордова Глядачів: 21,262 Арбітр: Алойзій Яргуз (Польща) |

| 11 червня 1978 16:45 ART |

| Шотландія                              | 3–2      | Нідерланди                     |
| -------------------------------------- | -------- | ------------------------------ |
| Далгліш 45' А. Геммілл 46' (пен.), 68' | Протокол | Ренсенбрінк 34' (пен.) Реп 71' |

| Естадіо Сьюдад де Мендоса, Мендоса Глядачів: 35,130 Арбітр: Еріх Лінемайр (Австрія) |

## Другий груповий етап

### Група A
| Поз | Команда    | І | В | Н | П | ГЗ | ГП | РГ | О | Кваліфікація                |
| --- | ---------- | - | - | - | - | -- | -- | -- | - | --------------------------- |
| 1   | Нідерланди | 3 | 2 | 1 | 0 | 9  | 4  | +5 | 5 | Вихід до фіналу             |
| 2   | Італія     | 3 | 1 | 1 | 1 | 2  | 2  | 0  | 3 | Вихід до гри за третє місце |
| 3   | ФРН        | 3 | 0 | 2 | 1 | 4  | 5  | −1 | 2 |                             |
| 4   | Австрія    | 3 | 1 | 0 | 2 | 4  | 8  | −4 | 2 |                             |

| 14 червня 1978 13:45 ART |

| Австрія      | 1–5      | Нідерланди                                                           |
| ------------ | -------- | -------------------------------------------------------------------- |
| Обермаєр 80' | Протокол | Брандтс 6' Ренсенбрінк 35' (пен.) Реп 36', 53' В. ван де Керкгоф 82' |

| Естадіо Шато Каррерас, Кордова Глядачів: 25,050 Арбітр: Джон Гордон (Шотландія) |

| 14 червня 1978 13:45 ART |

| Італія | 0–0      | ФРН |
| ------ | -------- | --- |
|        | Протокол |     |

| Естадіо Монументаль, Буенос-Айрес Глядачів: 67,547 Арбітр: Душан Максимович (Югославія) |

| 18 червня 1978 16:45 ART |

| Нідерланди                    | 2–2      | ФРН                       |
| ----------------------------- | -------- | ------------------------- |
| Ган 27' Р. ван де Керкгоф 82' | Протокол | Абрамчик 3' Д. Мюллер 70' |

| Естадіо Шато Каррерас, Кордова Глядачів: 40,750 Арбітр: Рамон Баррето (Уругвай) |

| 18 червня 1978 16:45 ART |

| Італія    | 1–0      | Австрія |
| --------- | -------- | ------- |
| Россі 13' | Протокол |         |

| Естадіо Монументаль, Буенос-Айрес Глядачів: 66,695 Арбітр: Франсіс Ріон (Бельгія) |

| 21 червня 1978 13:45 ART |

| Австрія                         | 3–2      | ФРН                            |
| ------------------------------- | -------- | ------------------------------ |
| Фогтс 59' (аг) Кранкль 66', 87' | Протокол | Румменігге 19' Гельценбайн 68' |

| Естадіо Шато Каррерас, Кордова Глядачів: 38,318 Арбітр: Абрахам Кляйн (Ізраїль) |

| 21 червня 1978 13:45 ART |

| Італія           | 1–2      | Нідерланди          |
| ---------------- | -------- | ------------------- |
| Брандтс 19' (аг) | Протокол | Брандтс 49' Ган 76' |

| Естадіо Монументаль, Буенос-Айрес Глядачів: 67,433 Арбітр: Анхель Франко Мартінес (Іспанія) |

### Група B
| Поз | Команда   | І | В | Н | П | ГЗ | ГП | РГ  | О | Кваліфікація                |
| --- | --------- | - | - | - | - | -- | -- | --- | - | --------------------------- |
| 1   | Аргентина | 3 | 2 | 1 | 0 | 8  | 0  | +8  | 5 | Вихід до фіналу             |
| 2   | Бразилія  | 3 | 2 | 1 | 0 | 6  | 1  | +5  | 5 | Вихід до гри за третє місце |
| 3   | Польща    | 3 | 1 | 0 | 2 | 2  | 5  | −3  | 2 |                             |
| 4   | Перу      | 3 | 0 | 0 | 3 | 0  | 10 | −10 | 0 |                             |

| 14 червня 1978 16:45 ART |

| Бразилія                        | 3–0      | Перу |
| ------------------------------- | -------- | ---- |
| Дірсеу 15', 27' Зіку 72' (пен.) | Протокол |      |

| Мальвінас Архентінас, Мендоса Глядачів: 31,278 Арбітр: Ніколае Райня (Румунія) |

| 14 червня 1978 19:15 ART |

| Аргентина       | 2–0      | Польща |
| --------------- | -------- | ------ |
| Кемпес 16', 71' | Протокол |        |

| Естадіо Хіганте де Арроїто, Росаріо Глядачів: 37,091 Арбітр: Ульф Ерікссон (Швеція) |

| 18 червня 1978 13:45 ART |

| Перу | 0–1      | Польща        |
| ---- | -------- | ------------- |
|      | Протокол | А. Шармах 65' |

| Мальвінас Архентінас, Мендоса Глядачів: 35,288 Арбітр: Пет Партридж (Англія) |

| 18 червня 1978 19:15 ART |

| Аргентина | 0–0      | Бразилія |
| --------- | -------- | -------- |
|           | Протокол |          |

| Естадіо Хіганте де Арроїто, Росаріо Глядачів: 37,326 Арбітр: Карой Палотаї (Угорщина) |

| 21 червня 1978 16:45 ART |

| Бразилія                              | 3–1      | Польща   |
| ------------------------------------- | -------- | -------- |
| Неліньйо 13' Роберто Динаміт 58', 63' | Протокол | Лято 45' |

| Мальвінас Архентінас, Мендоса Глядачів: 39,586 Арбітр: Хуан Сільваньйо Каванна (Чилі) |

| 21 червня 1978 19:15 ART |

| Аргентина                                               | 6–0      | Перу |
| ------------------------------------------------------- | -------- | ---- |
| Кемпес 21', 49' Тарантіні 43' Луке 50', 72' Гаусман 67' | Протокол |      |

| Естадіо Хіганте де Арроїто, Росаріо Глядачів: 37,315 Арбітр: Роберт Вурц (Франція) |

## Матч за третє місце
| 24 червня 1978 15:00 ART |

| Бразилія                | 2–1      | Італія     |
| ----------------------- | -------- | ---------- |
| Неліньйо 64' Дірсеу 71' | Протокол | Каузіо 38' |

| Естадіо Монументаль, Буенос-Айрес Глядачів: 69,659 Арбітр: Абрагам Кляйн (Ізраїль) |

## Фінал
| 25 червня 1978 15:00 ART |

| Аргентина                     | 3–1             | Нідерланди   |
| ----------------------------- | --------------- | ------------ |
| Кемпес 38', 105' Бертоні 116' | Протокол(англ.) | Наннінга 82' |

| «Монументаль», Буенос-Айрес Глядачів: 71 483 Арбітр: Сержіо Гонелла (Італія) |

## Бомбардири
Найкращим бомбардиром турніру з шістьма забитими голами став номінальний півзахисник збірної Аргентини Маріо Кемпес. Загалом забито 102 голи, авторами яких стали 62 гравці, включно з трьома автоголами.
6 голів
- Маріо Кемпес

5 голів
- Роб Ренсенбрінк
- Теофіло Кубільяс

4 голи
- Леопольдо Луке
- Ганс Кранкль

3 голи
- Дірсеу
- Роберто Динаміт
- Паоло Россі
- Джонні Реп
- Карл-Гайнц Румменігге

2 голи
- Даніель Бертоні
- Неліньйо
- Роберто Беттега
- Ерні Брандтс
- Арі Ган
- Збігнев Бонек
- Гжегож Лято
- Арчі Геммілл
- Гайнц Флое
- Дітер Мюллер

1 гол
- Рене Гаусман
- Данієль Пассарелла
- Альберто Тарантіні
- Еріх Обермаєр
- Вальтер Шахнер
- Рейналдо
- Зіку
- Марк Бердолль
- Бернар Лякомб
- Крістіан Лопес
- Мішель Платіні
- Домінік Рошто
- Карой Чапо
- Андраш Тот
- Шандор Зомборі
- Ірадж Данаїфард
- Хассан Ровшан
- Ромео Бенетті
- Франко Каузіо
- Ренато Дзаккареллі
- Віктор Ранхель
- Артуро Васкес Аяла
- Дік Наннінга
- Рене ван де Керкгоф
- Віллі ван де Керкгоф
- Сесар Куето
- Хосе Веласкес
- Казімеж Дейна
- Анджей Шармах
- Кенні Далгліш
- Джо Джордан
- Хуан Мануель Асенсі
- Дані
- Томас Шеберг
- Мохтар Дуїб
- Неджиб Гоммід
- Алі Каабі
- Рюдигер Абрамчик
- Бернд Гельценбайн
- Гансі Мюллер

Автоголи
- Андранік Ескандарян (у грі проти Шотландії)
- Ерні Брандтс (у грі проти Італії)
- Берті Фогтс (у грі проти Австрії)